# Радіо Кордон
Радіо Кордон — онлайн-радіостанція Держприкордонслужби України.
- Перший ефір — 30 квітня 2019 року.
- Загальний обсяг мовлення — 24 години на добу.
- Мова ведучих програм — 100 % українська.
- Обсяг музичних творів українського виробництва — не менше 65 %.

В ефірі радіостанції інформація з кордону, спецпроєкти про правила та вимоги до оформлення документів для міжнародних подорожей, про нововведення, розвиток та досягнення Державної прикордонної служби України. А також щогодинні новини, прямі ефіри з гостями студії на різноманітні теми і українська музика.

## Основні радіопрограми
Ефір «Радіо Кордон» складається з програм власного виробництва:
- «Новини» по буднях з 9.00 до 18.00
- «Новини з кордону» по буднях о 13.00
- «Містами прикордоння»/ «Неймовірна Україна» / «Точка на карті» щодня о 14.30 та 17.30
- Трьохгодинне ранкове шоу «Ранок на кордоні» з постійними рубриками та інтерактивом по буднях з 8.00 до 11.00
- «Актуальне інтерв'ю» (хронометраж 40 хв.) щосереди о 12.05
- «Гість TIME» (хронометраж 40 хв.) щоп'ятниці о 12.05
- «Рок Шедеври» по буднях об 11.30
- Спецпроєкт «100 фактів про НАТО» об 11.15 та 15.15